# Epinephelus stoliczkae
Epinephelus stoliczkae es una especie de peces de la familia Serranidae en el orden de los Perciformes.

## Morfología
Los machos pueden llegar alcanzar los 38 cm de longitud total.

## Distribución geográfica
Se encuentra desde el mar Rojo (incluyendo el golfo de Suez) y el noroeste del Índico hasta el Pakistán.